# 4-Hidroxi-2-metilpiridina

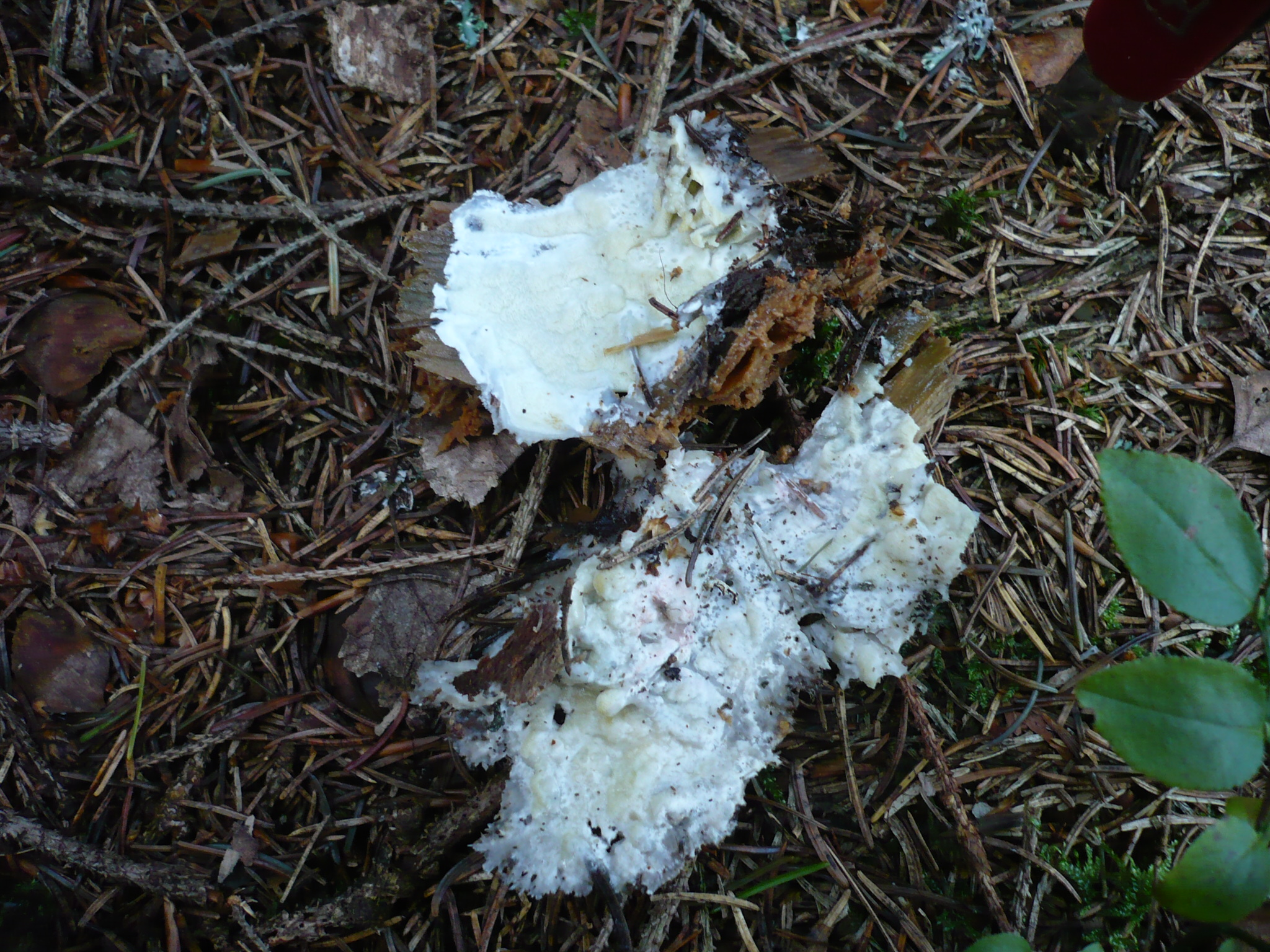
Hongo del género Physisporinus.

La 4-Hidroxi-2-metilpiridina es una alcaloide piridínico aislado del hongo Physisporinus sanguinolentus.